# Worlds Collide (2020)
Worlds Collide (2020) là một buổi diễn đấu vật chuyên nghiệp và sự kiện WWE Network được tổ chức bởi WWE dành riêng cho hai thương hiệu là NXT và NXT UK. Nó được tổ chức vào ngày 25 tháng 1 năm 2020 tại Trung tâm Toyota ở Houston, Texas và được phát sóng trực tiếp trên WWE Network. Nó là sự kiện thứ hai được tổ chức theo niên đại Worlds Collide.
Sáu trận đấu đã xảy ra tranh luận tại sự kiện, bao gồm một trong pre-show. Ở sự kiện chính, Imperium (Walter, Fabian Aichner, Marcel Barthel và Alexander Wolfe) đánh bại The Undisputed Era (Adam Cole, Kyle O'Reilly, Bobby Fish và Roderick Strong) trong trận đấu đồng đội tám người.

## Tổ chức

### Bối cảnh
Worlds Collide là một loạt buổi biểu diễn đấu vật chuyên nghiệp bắt đầu vào ngày 26 tháng 1 năm 2019, khi WWE tổ chức giải đấu liên trường với các đô vật từ NXT, NXT UK và 205 Live!. Cái tên Worlds Collide sau đó đã được thông qua cho một loạt sự kiện WWE Network rằng được phát sóng vào tháng 4 năm 2019. Trong suốt tuần quảng cáo sự kiện Royal Rumble của họ, WWE tiết lộ rằng sự kiện Worlds Collide thứ hai sẽ được phát sóng trên WWE Network vào ngày 25 tháng 1 năm 2020.

### Cốt truyện
Có bao gồm tất cả sáu trận đấu mà các kết quả được xác định trước bởi các nhà viết kịch bản của WWE trên các thương hiệu Raw và SmackDown, bắt nguồn từ các cốt truyện kịch bản, trong đó các đô vật thể hiện nhân vật anh hùng, nhân vật phản diện hoặc nhân vật ít phân biệt hơn trong các sự kiện đã lên kịch bản gây căng thẳng và đạt đến đỉnh điểm trong một hoặc nhiều trận đấu  vật. Bên cạnh đó, các cốt truyện được sản xuất trên các chương trình truyền hình hàng tuần của WWE Monday Night Raw và Friday Night SmackDown.

## Sự kiện
| Chức vụ                         | Tên               |
| ------------------------------- | ----------------- |
| Bình luận viên                  | Tom Phillips      |
| Bình luận viên                  | Nigel McGuinness  |
| Bình luận viên người Đức        | Carlos Cabrera    |
| Bình luận viên người Đức        | Marcelo Rodríguez |
| Thông báo viên sàn đấu          | Allicia Taylor    |
| Thông báo viên sàn đấu          | Andy Shepherd     |
| Trọng tài                       | Drake Wuertz      |
| Trọng tài                       | Darryl Sharma     |
| Trọng tài                       | D.A. Brewer       |
| Bảng điều khiển trận đấu        | Cathey Kelley     |
| Người phỏng vấn trước buổi diễn | Charly Caruso     |
| Người phỏng vấn trước buổi diễn | Sam Roberts       |
| Người phỏng vấn trước buổi diễn | Andy Sherphed     |

### Trước buổi diễn
Trong phần trước buổi diễn, Mia Yim đối đầu Kay Lee Ray. Đến cuối trận, Ray cuộn Yim lại, trong khi nắm lấy dây để giành chiến thắng.

### Các trận đấu sơ bộ
Thực tế pay-per-view mở đầu với Iljia Dragunov đối đầu Finn Bálor. Đến cuối trận, Bálor biểu diễn 1916DDT để giành chiến thắng trận đấu.
Tiếp theo, Angel Garza bảo vệ đai NXT Cruiserweight Championship trước Isaiah "Swerve" Scott, Jordan Devlin và Travis Banks trong trận đấu bốn người. Cuối trận, Garza biểu diễn Wing Cliper với Scott, tuy nhiên, Devlin ngăn cản đè đếm cung cấp một headbutt tới Garza và ném anh ta ra ngoài võ đài. Devlin sau đó biểu diễn Devlin Side vào Scott và đè đếm anh ấy để giành được đai vô địch lần đầu tiên.
Sau đó, Moustache Mountain (Trent Sevent và Tyler Bate) đối mặt DIY (Johnny Gargano và Tommaso Ciampa). Cuối trận, Ciampa và Gargano biểu diễn đòn hoàn thiện đồng đội cũ của họ, Meeting in the Meddle (chạy đập đầu gối/supperkick combo) vào Sevent để giành chiến thắng trận đấu. Sau trận đấu, cả hai đội bắt tay và ôm nhau, với Ciampa và Gargano và Bate và Sevent tương ứng.
Trận đấu áp chót là Rhea Ripley bảo vệ NXT Women's Championship trước Toni Storm. Cuối trận, sau khi Storm tung trượt Flog splash, Ripley biểu diễn Riptide để bảo toàn đai vô địch.

### Sự kiện chính
Trong sự kiện chính, Imperium, bao gồm NXT UK Champion Walter, Fabian Aichner, Marcel Barthel, và Alexander Wolfe đánh bại The Undisputed Era, bao gồm NXT Champion Adam Cole, Kyle O'Reilly, Bobby Fish và Roderick Strong trong trận đấu đồng đội tám người dù đông hơn 4-3 sau khi Wolfe chịu đựng chấn thương ở đầu trận đấu.

## Kết quả
| #                                                                                     | Kết quả | Thể loại                                                  | Thời gian |
| ------------------------------------------------------------------------------------- | --- | --------------------------------------------------------- | --------- |
| 1P                                                                                    | Kay Lee Ray đánh bại Mia Yim | Trận đấu đơn                                              | 9:11      |
| 2                                                                                     | Finn Bálor đánh bại Ilja Dragunov | Trận đấu đơn                                              | 13:10     |
| 3                                                                                     | Jordan Devlin đánh bại Angel Garza (c), Isaiah "Swerve" Scott và Travis Banks                                                                             | Trận đấu bốn bên tranh đai NXT Cruiserweight Championship | 12:05     |
| 4                                                                                     | DIY (Johnny Gargano và Tommaso Ciampa) đánh bại Moustache Mountain (Trent Sevent và Tyler Bate)                                                           | Trận đấu đồng đội                                         | 22:57     |
| 5                                                                                     | Rhea Ripley (c) đánh bại Toni Storm | Trận đấu đơn tranh đai NXT Women's Championship           | 10:08     |
| 6                                                                                     | Imperium (Walter, Fabian Aichner, Marcel Barthel và Alexander Wolfe) đánh bại The Undisputed Era (Adam Cole, Kyle O'Reilly, Bobby Fish và Roderick Strong | Trận đấu đồng đội tám người                               | 29:52     |
| - (c) – chỉ người vô địch bước vào trận đấu - P – chỉ trận đấu diễn ra trong pre-show | |                                                           |           |